# 段長基
段長基（?—?），一作段承基，是清朝学者，编写有《历代统纪表》十三卷、《历代疆域表》三卷、《历代沿革表》三卷，合称二十四史三表。收录整理了自三皇五帝到明代的中国各政权的传承世系、疆域区划变革、官职沿革等，是研究中国古代史的重要工具书。